# Сегецци, Витторио
Витторио Сегецци (итал. Vittorio Seghezzi; 27 мая 1924, Романо-ди-Ломбардия, Ломбардия — 25 октября 2019, Кастеллетто-сопра-Тичино, Пьемонт) — итальянский шоссейный велогонщик, выступавший на профессиональном уровне в 1946—1957 годах. Участник многих крупных гонок на шоссе своего времени, дважды стартовавший на «Джиро д’Италия» и один раз на «Тур де Франс». Обладатель награды «Лантерн руж» 1948 года.

## Биография
Витторио Сегецци родился 27 мая 1924 года в городе Романо-ди-Ломбардия провинции Бергамо, Италия.
Впервые заявил о себе в шоссейном велоспорте в 1945 году, когда занял 21-е место в гонке «Джиро ди Ломбардия».
В 1946 году стал профессиональным велогонщиком, присоединившись к команде Ciclo Lombardo.
В 1947 году перешёл в команду Lygie, с которой впервые проехал супермногодневку «Джиро д’Италия» — сумел попасть в десятку сильнейших на четырёх этапах и расположился в итоговом протоколе на 35-й позиции. Также в этом сезоне финишировал четвёртым на «Тре Валли Варезине».
В 1948 году был третьим на «Джиро дель Венето», двенадцатым на «Милан — Сан-Ремо», девятнадцатым на «Джиро ди Ломбардия». В первый и единственный раз в карьере выступил на «Тур де Франс», сумел финишировать третьим на двух этапах, но в генеральной классификации занял последнее 44-е место — тем самым удостоился награды «Лантерн руж».
В 1949 году вновь стартовал на «Джиро д’Италия», вновь попал в десятку лучших на четырёх этапах, в том числе на одном этапе стал третьим, тогда как в генеральной классификации занял 33-е место. Помимо этого, стал вторым на «Тре Валли Варезине», уступив здесь только соотечественнику Недо Лольи, показал 42-й результат на «Джиро ди Ломбардия».
Сезоны 1950 и 1951 годов провёл в командах Ganna-Superga и Bottecchia-Ursus соответственно. Один из лучших результатов в это время — 12-е место на «Джиро ди Романья».
В 1952 году в составе команды Welter-Ursus стал шестым на «Милан — Сан-Ремо», закрыл двадцатку сильнейших на «Джиро ди Ломбардия», занял 63-е место на «Париж — Рубе».
В 1953 году отметился очередным выступлением на «Милан — Сан-Ремо», но был далёк здесь от призовых позиций.
В 1954 году среди прочего выступил на «Джиро ди Ломбардия».
В 1955 году как независимый гонщик стал десятым в гонке «Милан — Турин», занял 27-е место на «Джиро ди Романья», финишировал вторым на одном из этапов «Тура Нидерландов».
Оставался действующим профессиональным велогонщиком вплоть до 1957 года, хотя в последнее время уже не показывал сколько-нибудь значимых результатов.
Некоторое время являлся старейшим из ныне живущих велогонщиков, кому доводилось участвовать в гонках с Джино Бартали и Фаусто Коппи.
Умер 25 октября 2019 года в коммуне Кастеллетто-сопра-Тичино в возрасте 95 лет.